# Mustapha Khalif
Mustapha Khalif (ur. 10 października 1964 w Casablance) – marokański piłkarz występujący na pozycji pomocnika.

## Kariera klubowa
W latach 1992–2000 Khalif występował w zespole Raja Casablanca. W tym czasie zdobył z nim 2 razy Afrykańską Ligę Mistrzów (1997, 1999), 5 mistrzostw Maroka (1996, 1997, 1998, 1999, 2000), Puchar Maroka (1996) oraz Superpuchar Afryki (2000). W 2000 roku przeszedł do drużyny Al-Emirates ze Zjednoczonych Emiratów Arabskich. Występował tam przez rok, a potem zakończył karierę.

## Kariera reprezentacyjna
W reprezentacji Maroka Khalif zadebiutował w 1993 roku. W 1998 roku został powołany do kadry na Puchar Narodów Afryki. Zagrał na nim w meczu z Egiptem (1:0). Tamten turniej Maroko zakończyło na ćwierćfinale.
W latach 1993–1998 w drużynie narodowej Khalif rozegrał łącznie 17 spotkań i zdobył 1 bramkę.